# Kanton Raucourt-et-Flaba
Kanton Raucourt-et-Flaba (fr. Canton de Raucourt-et-Flaba) byl francouzský kanton v departementu Ardensko v regionu Champagne-Ardenne. Tvořilo ho 12 obcí. Zrušen byl po reformě kantonů 2014.

## Obce kantonu
- Angecourt
- Artaise-le-Vivier
- La Besace
- Bulson
- Chémery-sur-Bar
- Haraucourt
- Maisoncelle-et-Villers
- Le Mont-Dieu
- La Neuville-à-Maire
- Raucourt-et-Flaba
- Remilly-Aillicourt
- Stonne